# Exorista buccalis
Exorista buccalis là một loài ruồi trong họ Tachinidae.